# 탄자니아 실링
탄자니아 실링 (스와힐리어: shilingi, 영어: shilling)은 (미국 달러가 널리 통용되고 있지만) 탄자니아의 통화이다. 1 실링은 100 센티 (senti, 영어로는 cents) 로 나뉜다. 탄자니아 실링은 1966년 동아프리카 실링을 같은 비율로 대체하였다.

## 기호
탄자니아 실링의 양은 x/y의 형태로 쓰이며, 여기서 x는 1 실링이 넘는 양을, y는 센티의 양을 나타낸다. 등호나 하이픈은 없는 금액을 뜻한다. 예를 들어, 50 센티는 "=/50" 또는 "-/50" 로 쓰고, 100 실링은 "100/=" 또는 "100/-" 로 쓴다.

## 동전
1966년, 동전은 5, 20, 50 센티와 1 실링의 단위로 도입되었다. 5 센티 동전은 청동으로 만들어졌고, 20 센티 동전은 니켈 황동, 그리고 50 센티와 1 센티 동전은 백동으로 만들어졌다. 백동 5 실링 동전은 1972년에 도입되었고 이어 가리비 모양이고, 니켈 황동 10 센티 동전은 1977년에 도입되었다. 1987년, 니켈 도금 강철은 백동으로 만들어진 50 센티와 1 실링 동전을 대체하였고, 백동 5, 10 실링 동전이 도입되었는데 5 실링 동전은 8각형 모양이다. 1990년, 니켈 도금 강철 5, 10, 20 실링 동전이 도입되었고 이어 청동 100 실링은 1994년, 50 실링 동전은 1996년, 그리고 200 실링은 1998년에 도입되었다.
현재 유통되고 있는 동전은 50, 100, 200 실링이다.

## 지폐
1966년, Benki Ku Yaa Tanzania (탄자니아 은행) 은 5, 10, 20, 100 실링 (shilingi) 종류의 지폐를 도입하였다 (또한 첫 번째 시리즈 지폐에서는 shillings 로 표시되어 있다). 5 실링 지폐는 1972년 동전으로 대체되었다. 50 실링 지폐는 1985년에 도입되었고, 이어 200 실링은 1986년, 500 실링은 1989년, 그리고 1000 실링 지폐는 1990년에 도입되었다. 10, 20, 50, 100 실링 지폐는 1987년, 1990년, 1996년 그리고 1994년에 각각 동전으로 대체되었다. 5000, 10,000 실링 지폐는 1995년에 도입되었고, 이어 2000 실링은 2003년에 도입되었다.
현재 유통되고 있는 지폐는 500, 1000, 2000, 5000, 10,000 실링이다.
| 2003년 시리즈 보관됨 2007-12-17 - 웨이백 머신 | 2003년 시리즈 보관됨 2007-12-17 - 웨이백 머신 | 2003년 시리즈 보관됨 2007-12-17 - 웨이백 머신 | 2003년 시리즈 보관됨 2007-12-17 - 웨이백 머신 | 2003년 시리즈 보관됨 2007-12-17 - 웨이백 머신 | 2003년 시리즈 보관됨 2007-12-17 - 웨이백 머신 | 2003년 시리즈 보관됨 2007-12-17 - 웨이백 머신 | 2003년 시리즈 보관됨 2007-12-17 - 웨이백 머신 | 2003년 시리즈 보관됨 2007-12-17 - 웨이백 머신 |
| 그림                                          | 그림                                          | 가치                                          | 크기                                          | 기본색                                        | 설명                                          | 설명                                          | 설명                                          | 발행일                                        |
| 앞면                                          | 뒷면                                          | 가치                                          | 크기                                          | 기본색                                        | 앞면                                          | 뒷면                                          | 워터마크                                      | 발행일                                        |
| --------------------------------------------- | --------------------------------------------- | --------------------------------------------- | --------------------------------------------- | --------------------------------------------- | --------------------------------------------- | --------------------------------------------- | --------------------------------------------- | --------------------------------------------- |
|                                               |                                               | 500/=                                         | 130 × 63 mm                                   | 녹색                                          | 아프리카 들소                                 |                                               | 기린                                          | 2003년                                        |
|                                               |                                               | 1000/=                                        | 135 × 66 mm                                   | 푸른빛 보라색                                 | 줄리어스 니에레레                             |                                               | 기린                                          | 2003년                                        |
|                                               |                                               | 2000/=                                        | 140 × 69 mm                                   | 오렌지색                                      | 사자, 킬리만자로 산                           |                                               | 기린                                          | 2003년                                        |
|                                               |                                               | 5000/=                                        | 145 × 72 mm                                   | 자주색                                        | 검은 코뿔소                                   |                                               | 기린                                          | 2003년                                        |
|                                               |                                               | 10 000/=                                      | 150 × 75 mm                                   | 빨간색                                        | 코끼리                                        |                                               | 기린                                          | 2003년                                        |

## 같이 보기
- 탄자니아의 경제

## 참조
- Krause, Chester L. and Clifford Mishler (1991). Standard Catalog of World Coins: 1801-1991, 18th ed., Krause Publications. ISBN 0-87341-150-1.
- Pick, Albert (1994). Standard Catalog of World Paper Money: General Issues, Colin R. Bruce II and Neil Shafer (editors), 7th ed., Krause Publications. ISBN 0-87341-207-9.